# Аудіовізуальна інформація
Відповідно до законодавства України, а́удіовізуа́льна інформа́ція — це будь-які сигнали, що сприймаються зоровими і слуховими рецепторами людини та ідентифікуються як повідомлення про події, факти, явища, процеси, відомості про осіб, а також  коментарі (думки) про них, що передаються за допомогою зображень та звуків.[калька з джерела]